# Nemanja Vidić
Nemanja Vidić (serbiska: Немања Видић), född den 21 oktober 1981 i Titovo Užice, Jugoslavien (nuvarande Serbien), är en serbisk före detta fotbollsspelare.

## Klubbkarriär
Vidić kom till Premier League-laget Manchester United 2006 från ryska Spartak Moskva för en övergångssumma på ungefär 9,2 miljoner pund. Han spelade mellan 2006 och 2014 som försvarare för United. Den 5 mars 2014 bekräftades att Nemanja Vidić från och med säsongen 2014/2015 spelade för Inter Milan. Vidić, känd för sin hårda spelstil och sitt dominanta huvudspel, har tidigare även spelat för Röda stjärnan (Crvena Zvezda). Vidic gjorde sin sista hemmamatch för Manchester United den 6 maj 2014 och lämnade under sommaren klubben efter åtta säsonger. Den 29 januari 2016 meddelade Nemanja Vidić att han lägger skorna på hyllan efter de senaste säsongernas skador, detta efter en 14 år lång karriär.

## Landslagskarriär
Vidić debuterade för Serbien och Montenegros landslag den 12 oktober 2002 mot Italien i kvalspelet till EM 2004. I juni 2006 skadade Vidić sitt vänstra knä och missade på grund av det fotbolls-VM 2006. Efter VM hade Serbien fått ett självständigt landslag som Vidić valde att representera. Han var med i Serbiens trupp vid fotbolls-VM 2010. Den 24 oktober 2011 meddelade Vidić att han slutade i landslaget.

## Meriter

### I klubblag
Manchester United FC
- Premier League (5): 2006/2007, 2007/2008, 2008/2009, 2010/2011, 2012/2013
- UEFA Champions League: 2007/2008
- Engelska Ligacupen (3): 2005/06, 2008/09, 2009/10
- Community Shield (5): 2007, 2008, 2010, 2011, 2013
- VM för klubblag: 2008

### Individuellt
- Årets idrottare i SD Crvena Zvezda: 2002
- Bästa serbiska spelare utomlands (4): 2005 (Spartak Moskva), 2007, 2008, 2010 (Manchester United)
- Bästa serbiska fotbollsspelare (2): 2005, 2008
- Uttagen i Årets elva i Premier League (4): 2006–07, 2007–08, 2008–09, 2010–11
- Årets spelare i Premier League (2): 2008–09, 2010–11
- Sir Matt Busby Player of the Year (1): 2008–09
- Spelarnas val Årets spelare i Premier League (1): 2008–09
- Uttagen i Årets lag (European Sport Magazines) (3): 2006–07, 2008–09, 2010–11
- Uttagen i FIFA FIFPro World XI (2): 2008–09, 2010–11